# トビーズコーナー
トビーズコーナー（Toby's Corner、2008年3月4日 - ）は、アメリカ合衆国の競走馬・種牡馬。2011年のウッドメモリアルステークスの勝ち馬である。

## 経歴
2010年10月の未勝利戦でデビュー。2戦目の未勝利戦で初勝利を挙げる。
年が明け3歳初戦のオプショナルクレーミング競走を2馬身差で制すると5頭立て4番人気での出走となったワーラウェイステークスでも勝利を収め連勝を飾る。重賞初出走となったゴーサムステークスは3着に敗れる。初GI挑戦となったウッドメモリアルステークスはアンクルモーが圧倒的1番人気のなか2番人気で出走、外から伸びるアーサーズテイルを内からクビ差捕えて1着、GI制覇を飾った。また、父ベラミーロードとの親仔制覇を達成した。その後ケンタッキーダービーに向けて調整されていたがレース数日前に後脚に故障を発生、年内は休養に入った。
10ヶ月の休養を経て4歳初戦、ジェネラルジョージハンデキャップで3着に入るとニューオーリンズクラシックステークスでも3着に入る。その後ピムリコスペシャルは7着に敗れた。リステッド競走のドナルドレヴィンメモリアルハンデキャップで1番人気に推されるも4着、続くマウンテンビューハンデキャップを3馬身差で制し、復帰後初勝利を挙げた。次走、フィリップ・H・アイズリンステークスで2着に敗れこのレースを最後に引退した。

## 年度別競走成績
- 2010年（2歳） 2戦1勝
- 2011年（3歳） 4戦3勝  - ウッドメモリアルステークス(GI)
- 2012年（4歳） 6戦1勝

## 種牡馬時代
引退後日本に輸入され2012年より日高スタリオンステーションで供用される。2016年に日高スタリオンステーションの閉鎖に伴い優駿スタリオンステーションに移動した。2023年からは宮崎県の吉野政敏牧場で供用されている。

### 主な産駒

#### グレード制重賞勝利馬
- 2015年産
  - ソリストサンダー（2021年武蔵野ステークス）

#### 地方重賞勝利馬
- 2014年産
  - オールージュ（2019年新春盃）
- 2015年産
  - ソイカウボーイ（2017年サッポロクラシックカップ、2018年楠賞）
- 2016年産
  - リンノレジェンド（2019年黒潮盃、ダービーグランプリ、道営記念、2020年イヌワシ賞、2021年赤レンガ記念、瑞穂賞）
  - グリードパルフェ（2021年高知県知事賞、2023年はがくれ大賞典、六甲盃）[4]
- 2017年産
  - フジヤマブシ（2020年MRO金賞）
- 2018年産
  - ニジイロ（2021年兵庫クイーンセレクション、東海クイーンカップ）
  - スターシューター（2025年白嶺賞）
- 2020年産
  - マリンデュンデュン（2024年中日杯）
- 2021年産
  - リケアマロン（2024年北日本新聞杯、加賀友禅賞、オータムティアラ）
- 2022年産
  - サンロックンロール（2025年やまびこ賞）

## 血統表
| トビーズコーナーの血統        | トビーズコーナーの血統               | トビーズコーナーの血統  | （血統表の出典）        | （血統表の出典） |
| 父系                          | ダンジグ系                           | ダンジグ系              | ダンジグ系              | [ § 2 ]          |
| 父 Bellamy Road 2002 黒鹿毛   | 父の父Concerto 1994 栗毛             | Chief's Crown           | Danzig                  | Danzig           |
| 父 Bellamy Road 2002 黒鹿毛   | 父の父Concerto 1994 栗毛             | Chief's Crown           | Six Crowns              |                  |
| 父 Bellamy Road 2002 黒鹿毛   | 父の父Concerto 1994 栗毛             | Undeniably              | In Reality              | In Reality       |
| 父 Bellamy Road 2002 黒鹿毛   | 父の父Concerto 1994 栗毛             | Undeniably              | Past Forgetting         |                  |
| 父 Bellamy Road 2002 黒鹿毛   | 父の母Hurry Home Hillary 1995 黒鹿毛 | Deputed Testamony       | Traffic Cop             | Traffic Cop      |
| 父 Bellamy Road 2002 黒鹿毛   | 父の母Hurry Home Hillary 1995 黒鹿毛 | Deputed Testamony       | Proof Requested         |                  |
| 父 Bellamy Road 2002 黒鹿毛   | 父の母Hurry Home Hillary 1995 黒鹿毛 | Ten Cents a Turn        | Cozzene                 | Cozzene          |
| 父 Bellamy Road 2002 黒鹿毛   | 父の母Hurry Home Hillary 1995 黒鹿毛 | Ten Cents a Turn        | Rub al Khali            |                  |
| 母 Brandon's Ride 1996 黒鹿毛 | 母の父Mister Frisky 1987 栗毛        | Marsayas                | Damascus                | Damascus         |
| 母 Brandon's Ride 1996 黒鹿毛 | 母の父Mister Frisky 1987 栗毛        | Marsayas                | Extra Place             |                  |
| 母 Brandon's Ride 1996 黒鹿毛 | 母の父Mister Frisky 1987 栗毛        | Frisky Flyer            | Highest Tide            | Highest Tide     |
| 母 Brandon's Ride 1996 黒鹿毛 | 母の父Mister Frisky 1987 栗毛        | Frisky Flyer            | Eager Nymph             |                  |
| 母 Brandon's Ride 1996 黒鹿毛 | 母の母Mrs. Bumble 1983 芦毛          | Restivo                 | Restless Native         | Restless Native  |
| 母 Brandon's Ride 1996 黒鹿毛 | 母の母Mrs. Bumble 1983 芦毛          | Restivo                 | Jaffa                   |                  |
| 母 Brandon's Ride 1996 黒鹿毛 | 母の母Mrs. Bumble 1983 芦毛          | Bumble                  | Poker                   | Poker            |
| 母 Brandon's Ride 1996 黒鹿毛 | 母の母Mrs. Bumble 1983 芦毛          | Bumble                  | Distant Scene           |                  |
| 母系(F-No.)                   | (FN:17-b)                            | (FN:17-b)               | (FN:17-b)               | [ § 3 ]          |
| 5代内の近親交配               | Round Table5×5＝6.25%、              | Round Table5×5＝6.25%、 | Round Table5×5＝6.25%、 | [ § 4 ]          |
| 出典                          | 1. 2. 3. 4.                          | 1. 2. 3. 4.             | 1. 2. 3. 4.             | 1. 2. 3. 4.      |